# Campo di Fossoli
Il campo di Fossoli fu un grande campo di concentramento e di transito, allestito nella frazione Fossoli, a circa 5 km da Carpi, in provincia di Modena.
Il campo venne creato come campo di prigionia per i prigionieri di guerra alleati nel 1942. Dopo l'inizio della deportazione degli ebrei italiani, dal 5 dicembre 1943 il campo, conosciuto anche come Fossoli di Carpi, fu utilizzato prima dalla Repubblica Sociale Italiana e poi, dal 15 marzo 1944, dalle SS come campo di concentramento e transito (in tedesco: Polizei- und Durchgangslager), divenendo il principale punto di transito per la deportazione in Germania di ebrei e oppositori politici. In totale si calcola che vi siano stati trasferiti dai campi e dalle carceri del nord Italia e poi avviati nei lager tedeschi circa 2 800 ebrei e 2 600 deportati politici. Anche dopo il passaggio del campo sotto amministrazione tedesca le autorità della RSI continuarono a controllarne una parte, il cosiddetto "campo vecchio" o "campo italiano", adibito all'internamento di civili (cittadini di paesi nemici, familiari di renitenti alla leva e criminali comuni), di norma non destinati alla deportazione in Germania.
Il 2 agosto 1944 il campo di concentramento e transito per i deportati politici e razziali venne trasferito a Bolzano. I tedeschi continuarono quindi a usare la propria parte come campo di transito per i civili rastrellati da inviare in Germania come lavoratori coatti (in questa fase se ne stimano 5000-10000). Il campo venne infine completamente abbandonato a seguito di un bombardamento alleato nel novembre 1944.
Dopo la guerra il campo ebbe vari usi. Nei mesi immediatamente successivi alla guerra una parte venne sfruttata per internare ex esponenti fascisti, un'altra per ospitare profughi stranieri. Dal 1947 al 1954 vi trovò sede l'Opera Piccoli Apostoli di Don Zeno Saltini. Infine, dal 1954 al 1970 il campo venne trasformato nel Villaggio San Marco, che ospitava i profughi giuliano-dalmati.

## Seconda guerra mondiale

### Campo per prigionieri di guerra (PG 73)

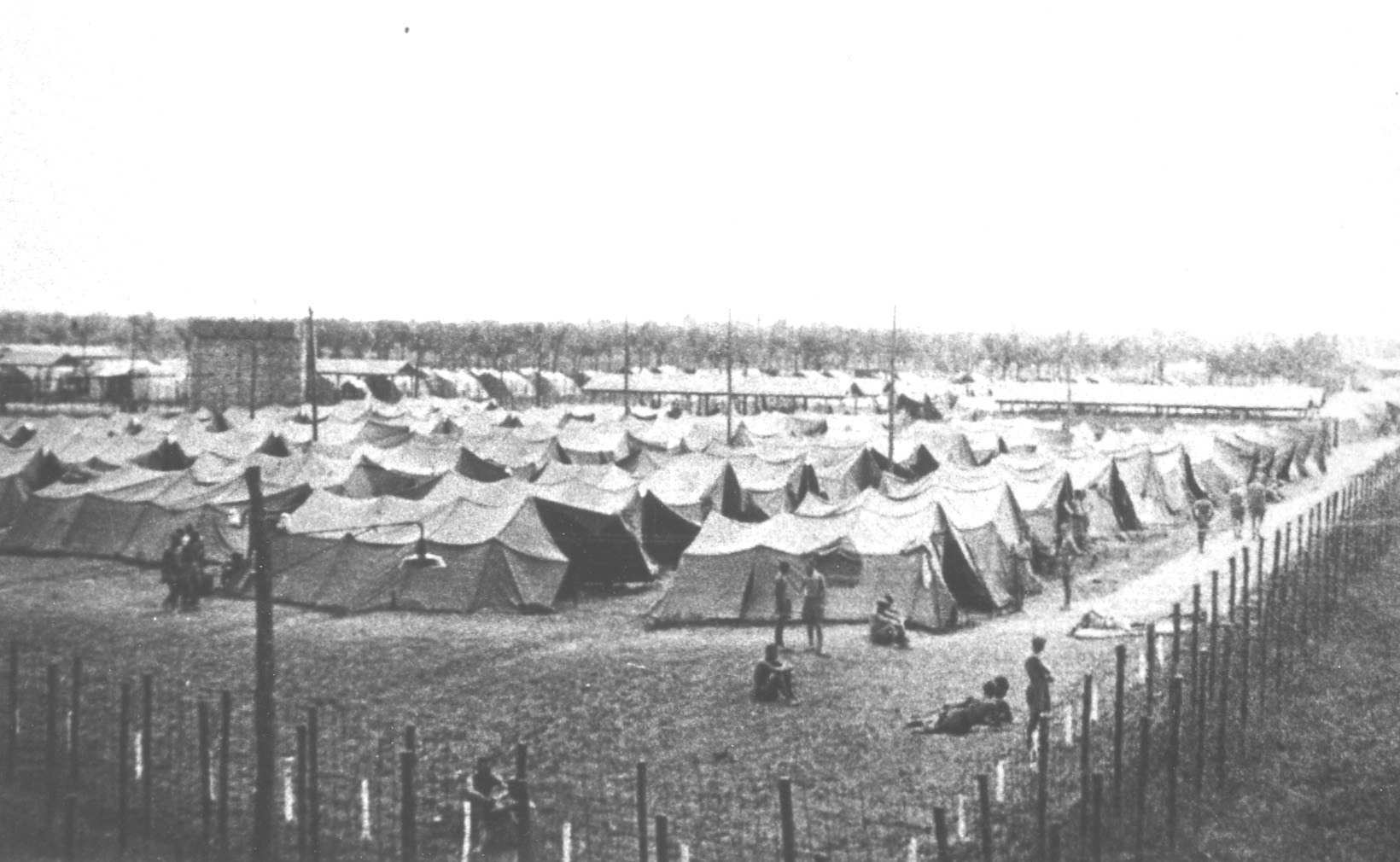
Campo attendato per prigionieri britannici nel 1942

Il campo di Fossoli fu costruito nella primavera 1942 dal Regio esercito italiano come campo di prigionia per raccogliere i soldati britannici, sudafricani, neozelandesi catturati nelle operazioni di guerra in Africa settentrionale. Tre mesi dopo l'avvio della costruzione del "Campo vecchio", affacciato su via Grilli, iniziò l'allestimento di una nuova sezione, il "Campo nuovo", che si affacciava su via Remesina, occupando un'area a sud-est del vecchio. I primi prigionieri arrivarono nel luglio dello stesso anno, a struttura non ancora ultimata, perciò nel primo periodo vennero collocati in un campo attendato lungo via Remesina.
Una volta conclusi, i due campi accolsero complessivamente un massimo di 5 000 prigionieri. Il "Campo vecchio" occupava un'area di 88000 m² ed era costituito da 93 baracche, di cui 46 destinate ad ospitare ciascuna un massimo di 100 prigionieri, mentre le altre erano locali di servizio (locali per la direzione, i sorveglianti, cucine, bagni, ecc...). Il "Campo nuovo" era costituito da 30 baracche. Secondo le testimonianze, le condizioni di vita erano accettabili, ma peggiorarono durante l'inverno a causa del freddo, del fango e dei parassiti.
Con l'8 settembre 1943 e l'occupazione tedesca dell'Italia, i militari germanici presero il campo e lo svuotarono. I militari italiani di guardia vennero disarmati e inviati subito in campi di lavoro in Germania come internati militari. I prigionieri alleati che non riuscirono a fuggire vennero trasferiti anch'essi nel Reich in campi di prigionia.

### Campo di concentramento per ebrei della Repubblica Sociale Italiana
Le deportazioni degli ebrei italiani iniziarono per autonoma iniziativa tedesca, con i rastrellamenti del 16 settembre a Merano, del 9 ottobre a Trieste e del 16 ottobre a Roma. Fu solo nel novembre 1943 che anche le autorità fasciste italiane iniziarono ad avere un ruolo attivo. Il 14 novembre 1943 la Repubblica Sociale Italiana approvò il Manifesto di Verona, in cui il settimo dei 18 punti programmatici classificava « [...] gli appartenenti alla razza ebraica in generale come stranieri e, durante la guerra, nemici». Vi fece seguito l'Ordine di Polizia n. 5, che ordinava a tutte le questure di arrestare gli ebrei e prevedeva la costituzione di campi provinciali di raccolta in ogni provincia. Grazie alla sua posizione geografica favorevole, vicina alla linea ferroviaria per il Brennero, Fossoli venne scelto come campo "speciale" che avrebbe dovuto raccogliere i detenuti provenienti dai campi provinciali sparsi per l'Italia.

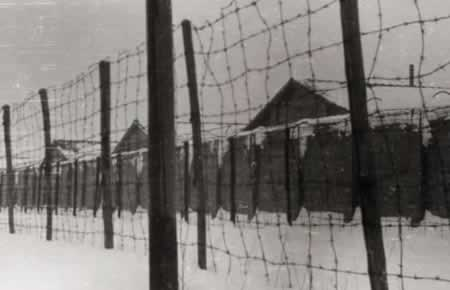
Campo per ebrei e politici

Il 2 dicembre la prefettura di Modena chiese quindi al Comune di Carpi di attrezzare il vecchio campo di prigionia come campo di raccolta degli ebrei, che venne aperto il 5 dicembre 1943. Lo stesso giorno giunsero i primi 70 deportati razziali. Al 29 dicembre 1943 vi erano rinchiusi 97 ebrei, ma il loro numero crebbe velocemente: il 2 gennaio 1944 erano già divenuti 185. Inizialmente i prigionieri vennero rinchiusi nel "campo vecchio", ma a gennaio 1944 vennero tutti trasferiti nel "campo nuovo". Dal febbraio del 1944, oltre agli ebrei, cominciano ad essere internate anche altre categorie: i civili stranieri trasferiti da altri campi (dal 2 febbraio), gli accusati di attività sovversiva (da metà febbraio), i renitenti alla leva e i disertori (dal 26 febbraio), i borsaneristi (dal 28 febbraio) e gli ergastolani trasferiti dai carceri (tra cui anche comunisti e anarchici non liberati durante i quarantacinque giorni).

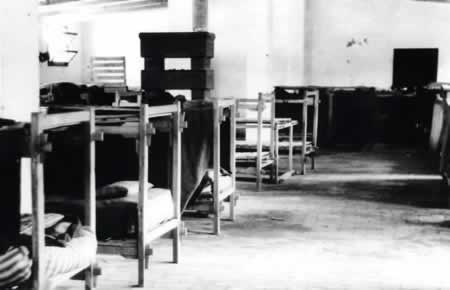
Interno baracca

Il primo comandante del campo fu il vicecommissario aggiunto Domenico Avitabile, sostituito nel febbraio 1944 dal commissario Mario Taglialatela, entrambi appartenenti alla Polizia. In questa prima fase l'organizzazione interna era affidata agli stessi prigionieri, tra i quali venivano scelti il "capo campo" e i vari "capo baracca", che si occupavano del vitto e delle attività culturali. I carabinieri, la milizia e gli uomini della PS non maltrattavano i detenuti. Le famiglie potevano vivere assieme. Inoltre era permesso l'accesso a esterni, come la manodopera locale e il parroco di Fossoli, don Francesco Venturelli, che si prodigò per assistere i deportati. "Nonostante la fame, la promiscuità, i parassiti e l'incertezza della sorte futura", le condizioni di vita, almeno fino al trasferimento di Avitabile, rimasero sopportabili. Ne parlano, per esempio, Nedo Fiano ("Non voglio esaltare il campo di Fossoli… [ma rispetto alle] Murate di Firenze ebbe un vissuto estremamente favorevole") e il medico Luciana Nissim Momigliano ("Non ricordo particolari malinconie o preoccupazioni…non c'erano sacrifici particolari… non era un lavoro coatto").
Il 26 gennaio 1944 iniziarono i trasporti di deportati per la Germania, con un treno carico di 83 ebrei anglo-libici diretto a Bergen-Belsen. Il primo treno in direzione Auschwitz-Birkenau partì il 22 febbraio, arrivando a destinazione quattro giorni più tardi. Tra i 650 deportati vi era anche Primo Levi, che rievocherà la sua breve esperienza a Fossoli nelle prime pagine del famoso libro Se questo è un uomo e nella poesia Tramonto a Fossoli.

### Campo di polizia e transito delle SS

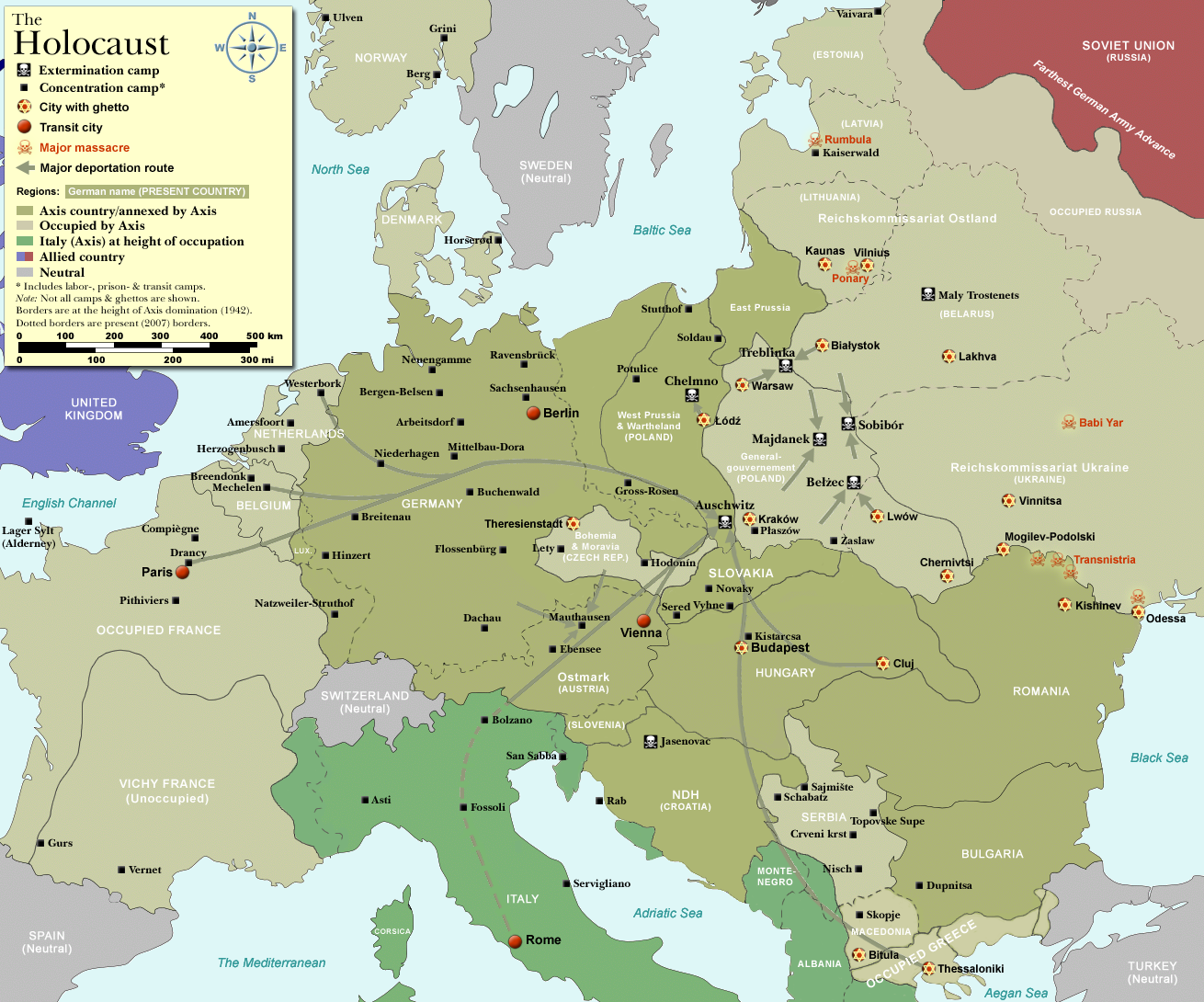
La rete dai campi di concentramento e transito nazisti

Il 28 febbraio 1944 il Comandante della Sicherheitspolizei in Italia, generale SS Wilhelm Harster, comunicò al Questore di Modena, Paolo Magrini, la volontà tedesca di creare a Fossoli un campo amministrato da loro. Il 15 marzo 1944 le SS di stanza a Verona, già presenti da inizio febbraio 1944, assunsero ufficialmente la direzione del "Campo nuovo". Il comandante era il tenente delle SS Karl Titho, i suoi vice erano i marescialli Hans Haage e Josef König. Il campo di Fossoli divenne perciò a questo punto "Polizei- und Durchgangslager" (lett. "campo di polizia e transito"), inserito nel sistema concentrazionario nazista quale principale campo deputato alla deportazione dall'Italia verso i lager del Reich di prigionieri politici e razziali, che venivano qui trasferiti dai campi e dalle carceri del nord Italia. Fossoli assunse perciò per l'Italia la stessa funzione svolta dai campi di Drancy in Francia, di Malines in Belgio e di Westerbork nei Paesi Bassi.
Nei paesi occupati dell'Europa occidentale (Francia, Belgio, Olanda e dopo l'8 settembre 1943 anche l'Italia) la decisione delle autorità naziste fu infatti di non creare ghetti o campi di sterminio e di evitare il più possibile la visibilità degli atti di violenza antiebraica. L'antisemitismo era minore rispetto ad altri paesi europei, e si temeva di irritare l'opinione pubblica, già in larga parte ostile. Si istituirono così appositi campi di internamento o di transito lontani dai grandi centri, dove raccogliere la popolazione ebraica prima di trasferirla nei campi di concentramento o sterminio.
Il "campo nuovo", dove contestualmente al passaggio all'amministrazione tedesca vennero avviati lavori di allargamento, venne quindi utilizzato sia per gli ebrei che per i deportati politici, divisi in due sezioni differenti, separate da una recinzione. La sezione per i deportati razziali era costituita da 10 baracche, mentre quella per i deportati politici da 7. Le stime sulla capienza variano da 2 000 a 2 500 detenuti per il settore ebraico e oltre 2 200 per quello dei "politici". L'intero campo era circondato da una doppia rete di filo spinato. Gli ebrei erano contrassegnati da un triangolo giallo, mentre i politici da uno rosso.
Durante la gestione nazista le condizioni di vita nel campo peggiorarono. Aumentarono le violenze nei confronti dei detenuti e venne impedita qualsiasi comunicazione con l'esterno. A tal fine, si cessò di ricorrere alla manodopera locale per i lavori di manutenzione, svolti da questo momento in poi dagli stessi deportati.
Nella sezione dei "politici" vi erano partigiani catturati, antifascisti, operai, ma anche ex militari e detenuti comuni, destinati alla deportazione in Germania. Il 2 maggio 1944 giunsero nel campo anche 707 civili romani rastrellati al Quadraro, il 12 giugno vi arrivarono circa 400-450 civili rastrellati a Castel Del Rio, e negli stessi giorni ne giunsero altri catturati a Soliera. A metà giugno venne chiesto ai rastrellati del Quadraro, ad altri ostaggi civili catturati a Frosinone e agli elementi ritenuti "meno pericolosi" di scegliere tra la deportazione assieme ai "politici" e l'impiego come "lavoratori liberi" (in tedesco Fremdarbeiter, lett. "lavoratori stranieri") in un campo di lavoro in Germania. I circa 500 di loro che accettarono uscirono dal campo il 24 giugno, partendo per il Reich poco dopo, destinati all'impiego in impianti chimici. Analoga sorte ebbero quasi tutti gli altri rastrellati civili, scelti dai tedeschi per l'invio nei campi di lavoro, sulla base del lavoro dichiarato e delle condizioni fisiche.
L'offerta di invio nei campi di lavoro fu fatta però anche ai "politici" già selezionati per la partenza per Mauthausen il 21 giugno e ritenuti utili dai tedeschi. Tra di essi vi erano operai e sindacalisti che avevano partecipato agli scioperi del marzo 1944. A metà giugno infatti in Germania, drammaticamente a corto di manodopera, era entrata in vigore una legge che permetteva la "sospensione condizionata della pena" per chi avesse "volontariamente" accettato di lavorare nelle fabbriche tedesche, e i tedeschi erano particolarmente interessati agli operai specializzati e ai tecnici. Fu così che circa 500 dei deportati a Mauthausen il 21 giugno, vennero in realtà poi mandati in vari campi di lavoro in diverse città tedesche. Il 20 luglio Titho fece un'analoga offerta a tutti i prigionieri politici, fatta eccezione quelli considerati "non idonei", per "gravi malattie", e anche in questo caso molti accettarono. Anche per questi motivi è difficile operare una distinzione netta tra la categoria dei "politici" (in teoria destinati ai campi di concentramento) e quella dei "Fremdarbeiter" destinati alle fabbriche tedesche. Secondo Roberta Mira in tali scelte avrebbe influito anche una valutazione sulla pericolosità dei detenuti. Secondo un documento interno di von Kampatz, comandante della Ordnungspolizei in Italia, i catturati in azioni antipartigiane si dovevano infatti dividere in tre categorie: i "banditi", di cui si aveva la certezza della partecipazione alla Resistenza; i prigionieri, di cui si sospettava l'attività partigiana o che non riuscivano a chiarire la propria presenza in una determinata area; e infine gli uomini rastrellati delle classi 1914-1927. Questi ultimi dovevano essere avviati al lavoro coatto, ma in un documento del giugno si previde la possibilità di inviarvi anche gli appartenenti alla seconda categoria, qualora non fossero considerati un pericolo per la "pace del lavoro".
I registri del Campo di Fossoli sono andati perduti. Si stima che tra il 26 gennaio e il 1º agosto 1944 da Fossoli siano passati in tutto circa 2 800 ebrei e 2 600 deportati politici. Tentativi di conteggio più precisi hanno calcolato 2844 ebrei passati per il campo, di questi 2 802 deportati, più di un terzo del totale dei deportati ebrei italiani in Germania. I trasporti che partirono dalla stazione di Carpi furono 12 per gli ebrei, 3 per i prigionieri politici e uno per i lavoratori coatti. I primi furono diretti ad Auschwitz (5), Bergen-Belsen (4), Buchenwald (1) e Ravensbrück (1), oltre a uno di destinazione non identificata; mentre i secondi a Mauthausen, Flossenbürg e Dachau. I civili rastrellati infine furono destinati a vari campi di lavoro.

#### L'ultimo periodo: la Strage di Fossoli e il trasferimento del campo di transito
La sera dell'11 luglio, le SS annunciarono a 71 detenuti politici, che l'indomani sarebbero partiti per la Germania. All'alba del giorno successivo, 12 luglio 1944, 69 internati politici del campo di concentramento di Fossoli furono portati al vicino poligono di Cibeno. Qui le SS ne fucilarono 67 (due detenuti riuscirono a fuggire), in quello che diverrà noto come "eccidio di Cibeno", o strage di Fossoli. I motivi della strage rimangono dubbi: i tedeschi la presentarono a Genova come la rappresaglia per un'azione partigiana avvenuta nel capoluogo ligure, ma tale motivazione è stata messa in discussione dagli storici, a causa sia della distanza geografica tra il luogo dell'azione e quello della rappresaglia, sia delle precauzioni che invece vennero prese localmente per mantenere segreta la strage, seppellendo i cadaveri in una fossa comune e impedendone il recupero. Alcuni storici, come Luciano Casali, hanno perciò ipotizzato che la reale ragione fosse la volontà di eliminare gli elementi più scomodi, in vista della liquidazione del campo.
A causa dell'avvicinarsi del fronte e dell'intensificarsi del rischio di bombardamenti e delle pressioni partigiane nella zona, la gestione e il controllo diventarono difficili. Alla fine del luglio 1944 il comando tedesco decise perciò di chiudere il lager e di trasferirlo più a nord, a Bolzano-Gries, all'interno dell'Alpenvorland passato sotto diretto controllo tedesco. L'ultimo trasporto da Fossoli verso i campi di concentramento e sterminio partì il 1º agosto 1944.

### Il "campo italiano" per gli internati civili
Dopo il passaggio di consegne dell'amministrazione del "campo nuovo" nel marzo 1944, la prefettura di Modena (RSI) rimase a dirigere il "Campo vecchio". La direzione del campo rimase al commissario Mario Taglialatela (gli subentrerà a luglio il commissario aggiunto Angelo Vannucchi), che ebbe come collaboratori il commissario aggiunto Emanuele Giordano e il vicecommissario aggiunto ausiliario Luigi Guercio. Oltre a loro vi erano 4 sottoufficiali, 7 agenti amministrativi e 49 guardie. Queste ultime appartenevano in parte alla Questura di Modena, ma vi erano anche membri della 72ª Legione della GNR e carabinieri della Tenenza di Carpi. I posti di guardia erano 12 (all'ingresso del campo, sulle torrette agli angoli, su una piattaforma all'interno), con una turnazione di 36 guardie ogni 24 ore.

#### Gli internati
Le condizioni del campo, nonostante fosse abbandonato solo da pochi mesi, erano pessime: non vi erano più vetri, porte, tubature, e i muri erano lesionati per il cedimento del terreno. Dopo aver preso in considerazione la chiusura, il questore di Modena Magrini e il Capo della Provincia Pansera optarono per un veloce ripristino di 20 delle 93 baracche, dove vennero trasferiti 165 detenuti italiani e 844 civili stranieri internati. Tra questi ultimi il gruppo maggiore era costituito da 674 civili "anglo-maltesi", cui venne destinato il più grande dei vari settori in cui venne diviso il campo, costituito da 12 baracche di 8 metri per 30, una cucina, una lavanderia e due locali per i servizi igienici (ma senza docce). Alcune delle baracche vennero divise in tramezzi e destinate ai nuclei familiari. Gli altri settori vennero destinati a: famiglie e donne isolate (italiane e straniere), uomini isolati (italiani e stranieri). Questi altri gruppi occupavano complessivamente 7 baracche, oltre a un locale per i servizi igienici, uno per le docce, e una cucina. Ognuno dei settori era diviso dagli altri da una recinzione di filo spinato. Infine vi era una baracca destinata a infermeria. Nel giugno 1944 i tedeschi requisirono altre 7 baracche, separate dalle altre da una recinzione, per spostarvi temporaneamente 484 ebrei in attesa della deportazione, a causa della mancanza di posti nel campo nuovo. Fatta eccezione per gli ebrei, i detenuti del campo italiano normalmente non erano destinati alla deportazione in Germania, ma poteva accadere che alcuni elementi giudicati "pericolosi", fossero aggiunti ai trasporti verso il Reich.
Tra i cittadini italiani trasferiti nel nuovo campo vi furono sia detenuti comuni, sia detenuti politici, tra i quali figuravano partigiani, antifascisti e sindacalisti arrestati come "sovversivi pericolosi". La scelta di metterli nel settore italiano invece che in quello tedesco sembra essere stata quindi in parte dovuta anche al caso e alla disponibilità di posti in quest'ultimo. Altre categorie "ospitate" nel campo vecchio di Fossoli furono i rastrellati in zone di attività partigiana nel modenese o nel bolognese. Tra di loro vi erano sia giovani renitenti alla leva, sia semplici civili, come una decina di civili rastrellati a Lama Mocogno nel marzo 1944, o i cittadini di Crevalcore presi dopo un attentato alla locale Casa del Fascio. In questi ultimi due casi i civili italiani rastrellati vennero liberati dopo qualche settimana.
La principale funzione del campo italiano tuttavia fu quella di internare civili stranieri, in genere cittadini di stati in guerra con l'Italia. I due gruppi principali furono gli slavi e gli anglo-maltesi. Gli slavi erano 80 civili, sia uomini che donne, di cittadinanza sia italiana che jugoslava, provenienti dal campo di Sforzacosta (MC), arrivati nel campo nuovo ancora sotto gestione italiana tra il 2 e il 7 febbraio 1944. Almeno 31 di loro erano ammalati (tra cui diversi di tubercolosi), ma la scarna infermeria di Fossoli non era in grado di curarli in modo adeguato. Quattro di essi vennero rimpatriati dopo qualche settimana. Gli anglo-maltesi invece, come abbiamo visto, costituivano il gruppo più numeroso. Essi erano maltesi (quindi con cittadinanza britannica) espulsi dalla Libia nel 1942 perché ritenuti "di sentimenti anglofili" e internati nel campo di Fraschette di Alatri (FR). Dopo l'8 settembre il campo si trovò vicino alla linea Gustav e si decise il loro trasferimento a nord. Dopo un difficile viaggio di 4 giorni a bordo di camion e carri bestiame, il primo contingente di circa 600 maltesi giunse a Fossoli il 2 marzo. Altri 45 si aggiunsero il 5 marzo, mentre nelle settimane successive vennero rinchiusi altri internati maltesi sparsi in vari comuni in "internamento libero" (una sorta di confino). All'inizio di maggio si aggiunsero poi circa 40 internati stranieri provenienti dal campo di Civitella del Tronto (TE), quasi tutti britannici.

#### Condizioni di vita nel campo
Gli internati con cittadinanza britannica ricevettero diverse visite da parte della Croce Rossa e del Consolato svizzero, che secondo la Convenzione di Ginevra fungeva da "potenza protettrice", vigilando sulle condizioni dei prigionieri del Regno Unito e del Commonwealth. Nelle loro relazioni, gli inviati svizzeri e quelli della Croce Rossa lamentarono soprattutto le pessime condizioni igieniche. Nel giugno 1944 questi ultimi rilevarono, tra le altre cose, il sovraffollamento (per gli anglo-maltesi ad esempio vi erano appena 300 pagliericci per più di 800 persone) e la scarsa igiene, a causa di docce non funzionanti e della totale assenza di sapone, che causava il proliferare di parassiti e scabbia. Infine venne lamentata la mancanza di abiti, biancheria intima, scarpe e medicinali. A causa della scarsità di oggetti come stoviglie e marmitte poi, alcuni internati dovevano condividerle. Questa situazione aggravava una condizione già di per sé difficile, dovuta al clima poco salubre di un'ex zona paludosa, e al fatto che le baracche fossero state costruite per alloggiare prigionieri di guerra adulti, e non anziani, donne e bambini. Molti internati perciò si ammalarono di pleuriti, tubercolosi, ulcere e tracoma. L'assistenza medica poi era inadeguata: l'"infermeria" era totalmente sprovvista di medicinali e attrezzature mediche, e adatta solo per attività di pronto soccorso. Vi operava un medico italiano esterno, coadiuvato da un ufficiale medico greco internato e da Bela Schönfeld, un medico ebreo ungherese rinchiuso nel campo nuovo, che sarà poi deportato e ucciso ad Auschwitz. I casi più gravi (una trentina) vennero ricoverati all'ospedale Ramazzini di Carpi.
In inverno il riscaldamento delle baracche fu anch'esso problematico a causa della scarsità di legna da ardere (cosa che causò problemi anche alle cucine), mentre mancavano persino le coperte (per gli anglo-maltesi erano appena 150). Anche il vitto era scarso. Nel giugno 1944 la razione quotidiana era di 225 g di pane; 66 g di pasta (elevata a 100 g dopo la visita della Croce Rossa); 100 g di verdura; 5 g di grassi; 17 g di zucchero; 3 g di sale; 3 g di conserva di pomodoro; 10,5 g di carne. Per integrare il vitto era permesso l'acquisto di cibo presso agricoltori locali che si recavano nel campo, e anche presso negozi di Carpi, dove alcuni detenuti potevano recarsi accompagnati dalle guardie. Gli internati tuttavia dovevano ricorrere a risparmi personali, poiché il Ministero interruppe il pagamento del magro sussidio (8 lire per il capofamiglia, 4 lire per gli altri componenti maggiorenni, 3 lire per i minorenni) previsto precedentemente per gli internati in "internamento libero", con la motivazione che esso era fornito "in natura" con la fornitura del vitto all'interno del campo.
Rispetto al settore tedesco tuttavia, la disciplina era meno dura. Veniva fatto un solo appello serale per gli italiani, mentre per gli stranieri veniva comunicato il numero dei presenti dai delegati interni di ogni gruppo (responsabili anche della disciplina). Il rientro nelle baracche era previsto alle 20 in inverno e dalle 22 alle 23 in estate. Ogni internato aveva diritto a un colloquio una volta al mese, e a una lettera ai familiari due volte al mese (sottoposta naturalmente a censura). Il parroco di Fossoli, don Venturelli, poté continuare ad accedere al campo per i servizi religiosi. All'interno del campo si poteva circolare liberamente all'interno del proprio settore, e non esisteva obbligo di lavoro, anche se alcuni internati accettavano di lavorare alla manutenzione e riattivazione del campo, in cambio di una razione aggiuntiva di pane e pasta. Infine, era permesso il ricevimento di pacchi. Questi arrivavano sia dalle famiglie (specie per i detenuti modenesi), ma anche dall'organizzazione assistenziale della Resistenza: il CLN di Milano spese un milione di lire per aiutare i detenuti politici, mentre altri aiuti arrivarono tramite l'organizzazione clandestina del PCI. Una volta arrivati, i pacchi venivano in genere distribuiti in parti uguali tra tutti i detenuti di ciascuna baracca. All'interno del campo i detenuti politici formarono un Comitato politico clandestino, che organizzò la mensa interna e riuscì a far entrare nel campo libri e stampa clandestina, nonostante i divieti. Ma soprattutto, il Comitato si occupò di organizzare le evasioni, che furono numerose fino alla chiusura del campo. Tra giugno e luglio 1944 poi alcuni detenuti modenesi furono liberati per ordine della Questura dopo trattative col CLN provinciale. Infine vi fu un'espressione di solidarietà anche da parte della popolazione civile di Fossoli, che nell'aprile 1944 ottenne dal comandante del campo che i bambini internati potessero passare la Pasqua al caldo nelle loro case, e li rifornì di abiti.

#### La chiusura
Nel luglio 1944 la Polizia e il Ministero dell'Interno decisero la chiusura del campo (la decisione definitiva venne presa probabilmente nel corso di una riunione tenutasi il 7 luglio). I motivi erano gli stessi dell'analoga decisione presa dai tedeschi relativamente al campo nuovo: l'aumento delle azioni partigiane, l'avvicinarsi del fronte e l'aumento dei bombardamenti, soprattutto sui ponti sul Po. A ciò si aggiungeva il rischio epidemico causato dalle pessime condizioni igieniche in cui versava il campo, cosa che aveva spinto sin dal maggio 1944 le autorità tedesche a chiedere la chiusura del campo italiano. Nello stesso mese vennero fatti uscire 8 detenuti italiani, posti in domicilio coatto, mentre a partire del giugno 1944 fu la volta degli anglo-maltesi, che furono progressivamente messi in "internamento libero" in vari comuni della Bassa Modenese. Il 13 luglio i nazisti prelevarono, trasferendoli nel campo nuovo, 58 detenuti (quasi tutti italiani), poi inviati in un campo di lavoro in Germania, e tutti i civili britannici, americani, russi e polacchi, anch'essi poi deportati in campi di prigionia. I restanti 94 civili stranieri (in gran parte greci e slavi) vennero inviati in varie località della Pianura padana per lavori agricoli (60 di loro poi saranno inviati in settembre in campi di lavoro tedeschi). Dei rimanenti 77 internati italiani, ne vennero trasferiti tre nel campo di Celle Ligure, mentre gli altri vennero liberati o ammoniti. Il campo venne completamente svuotato entro il 21 luglio 1944, quando il direttore Vannucchi lo dichiarò soppresso e consegnò l'intero complesso ai tedeschi.

### Centro di raccolta per la manodopera per la Germania

#### Gli internati e l'approvvigionamento di manodopera per il Reich
Anche in seguito al trasferimento del campo di transito, il "Campo nuovo" rimase sotto amministrazione tedesca, passando però alle dipendenze del Plenipotenziario tedesco per la manodopera (in tedesco Generalbevollmächtigter für den Arbeitseinsatz, Gba). Questo organismo aveva il compito di centralizzare e organizzare l'afflusso in Germania della manodopera straniera, che aveva un ruolo cruciale nel sostenimento della produzione bellica tedesca. Si calcola infatti che nel 1944 vi fossero ben 8 milioni di europei a lavorare in Germania (la maggior parte dei quali coatti), di cui i lavoratori civili costituivano la maggioranza.
Il GBA prese possesso di Fossoli nei primi giorni di agosto, ordinando lavori di restauro e ripristino delle baracche. È probabile che le autorità tedesche utilizzassero anche l'ex "campo vecchio", consegnato dalle autorità italiane a metà luglio. Il campo venne perciò destinato sia a diventare centro di raccolta per i pochi lavoratori italiani che volontariamente sceglievano di andare a lavorare in Germania, sia per raccogliere da un lato gli oppositori politici fermati in azioni antipartigiane o di polizia e dall'altro i civili rastrellati da inviare al lavoro coatto nei territori del Terzo Reich. Dal 19 luglio 1944 infatti il Comando supremo della Wehrmacht aveva ordinato una serie di "rastrellamenti sistematici" sull'Appennino emiliano nelle retrovie della Linea Gotica, che avevano lo scopo sia di ripulire l'area dai civili, sia di inviare manodopera in Germania. Si calcola che tra agosto e ottobre i rastrellati civili dalle truppe tedesche furono 60 000, di cui 12 000 vennero deportati. Agli ordini del Comando supremo della Wehrmacht si aggiunsero quelli di Kesselring, che ordinò l'evacuazione dalle zone del fronte di tutti gli uomini tra i 18 e i 45 anni. Anche molti di questi civili evacuati furono probabilmente inviati in Germania. Anche in questa fase il campo di Fossoli funse come luogo di raccolta da una vasta area del centro e nord Italia: vennero infatti portati qui - prima dell'invio in Germania - civili detenuti alle Caserme Rosse di Bologna, al campo di Bibbiano e a quelli di Massa e Lucca, oltre che i rastrellati nelle province di Modena e Reggio Emilia. Anche in questa fase comunque continuarono a passare per Fossoli anche detenuti "politici" arrestati per attività antifascista o per aver fornito sostegno alla Resistenza. Come nella fase precedente, la scelta di destinarli ai campi di lavoro invece che ai campi di concentramento delle SS era dovuta anche a motivi di utilità per la produzione bellica tedesca: è il caso ad esempio di un gruppo di medici dell'Ospedale Sant'Orsola.
Il primo gruppo consistente di civili condotto a Fossoli in seguito alle operazioni di rastrellamento furono, a inizio agosto, i civili catturati in seguito all'Operazione Wallenstein III, condotta nella Valle del Secchia contro la Repubblica partigiana di Montefiorino. Nel mese successivo giunsero 16 frati e 24 civili rastrellati alla Certosa di Farneta e provenienti dal campo di Carrara. Tra settembre e ottobre giunsero a Fossoli diversi altri gruppi di civili presi in provincia di Bologna: a due riprese almeno 30 civili rastrellati a Medicina dopo la manifestazione antifascista del 10 settembre; i rastrellati a Casalecchio di Reno tra il 7 e 10 ottobre; alcuni civili presi a Imola e nelle frazioni circostanti; altri civili catturati a San Lazzaro di Savena il 12 ottobre e un gruppo rastrellato nell'area di Budrio e Castenaso il 21 ottobre. Nello stesso periodo giunsero altri civili arrestati in provincia di Reggio Emilia nell'area di Castelnovo Monti.

#### Fossoli e il tragitto verso la Germania
Rispetto alle fasi precedenti al passaggio del campo al GBA, i prigionieri rimanevano nel campo per un periodo molto inferiore, in media dalle 24 alle 48 ore. In base a numerose testimonianze sappiamo che i tedeschi sottoponevano i rastrellati a una selezione, suddividendoli tra coloro che erano destinati al lavoro in Germania, quelli destinati a lavori in Italia e infine gli inabili al lavoro. Tuttavia le testimonianze divergono sul luogo in cui queste selezioni avvenivano: secondo alcuni ex deportati avevano luogo a Fossoli, mentre secondo altri nel campo emiliano venivano portati soltanto i rastrellati destinati oltre il Brennero. Nel campo inoltre i civili ricevevano un paio di scarpe e venivano costretti a firmare una sorta di contratto di lavoro.
A causa dell'interruzione delle strade e delle ferrovie a causa dei bombardamenti, da Fossoli in questa fase non partivano più treni direttamente per la Germania. Il campo era invece una delle tappe della deportazione, da cui i Fremdarbeiter venivano portati nelle carceri militari di Peschiera del Garda. Da lì venivano portati alla stazione ferroviaria di Verona e solo lì venivano caricati sui treni diretti oltre il Brennero. Una volta nel Reich, in Austria o Germania, avveniva lo smistamento nelle destinazioni finale. La gran parte dei deportati era diretta alle fabbriche, spesso in grandi città: Berlino, Monaco, Amburgo, Colonia, Dresda, Ratisbona, Kahla, Linz. Una piccola minoranza invece venne inviata nelle campagne per i lavori agricoli. Infine altri verso la fine della guerra vennero destinati a lavori di scavo delle macerie dopo i bombardamenti e di costruzioni di trincee anticarro contro l'imminente avanzata alleata.
Enzo Collotti ha stimato che i deportati passati per il campo nei mesi di gestione del GBA siano stati tra 10 000 e i 15 000.
Nel novembre 1944 l'aviazione alleata attaccò a più riprese il campo: dapprima con un mitragliamento, che portò al ferimento di alcune internate, e poi con un bombardamento, concentrato sugli alloggi delle guardie e gli uffici amministrativi del campo. Secondo le testimonianze e i documenti le vittime variano tra i 7 e i 12 militi fascisti, un membro della Guardia tedesca, due impiegati amministrativi civili e probabilmente anche tre internati. Secondo alcune testimonianze inoltre in tale occasione diversi internati sarebbero riusciti a fuggire dal campo. In seguito al bombardamento, il 29 novembre 1944, venne deciso il trasferimento del campo in una scuola a Gonzaga, nel mantovano (dove rimarrà per un mese sino alla battaglia di Gonzaga del mese successivo). Il Campo di Fossoli rimase così momentaneamente abbandonato (anche se ancora sotto controllo tedesco).

## Uccisioni, morti e violenze a Fossoli

### Ebrei morti
- Leone di Consiglio, in principio di ribellione, venne ucciso in un convoglio di camion che si dirigeva a Fossoli e arrivò al campo già morto.[50]
- Giulia Consolo, di Alessandria d'Egitto, trasferitasi a Roma per il matrimonio, morì il 5 febbraio 1944 all'ospedale di Carpi.[51]
- Giulio Ravenna, ferrarese, era di un'ex-famiglia ebraica, divenuta cattolica; già di salute malferma prima di giungere al campo, si aggravò il 17 febbraio. Don Venturelli, parroco della frazione Fossoli, lo assistette sino alle 17 del giorno dopo, quando morì. Aveva 71 anni.[52]
- Carolina Iesi, ferrarese, di 85 anni, morì a Fossoli, per quanto dichiarato, di "senilità".[53]
- Giovanni Schembri, sessantunenne proveniente da Bagni di Lucca, nato a Tripoli, morì il 13 marzo.
- Rosa Doczi, slovena, vissuta a Fiume, doveva essere deportata ad Auschwitz con il convoglio RSHA 9, ma morì quattro giorni prima, il 1º aprile.[54] Il nipote venne deportato e lì morì.
- Teodoro Sacerdote, torinese di 85 anni, morì il 7 giugno.[55]
- Magenta Nissim di Firenze morì il 12 giugno. Lei e Sacerdote andavano deportati il 26 giugno ed erano i più vecchi del campo.[56]
- Pacifico di Castro doveva essere assegnato ad una squadra di lavoro. Non capiva il tedesco e, secondo alcune fonti, era anche parzialmente sordo; l'ufficiale Rieckhoff gli sparò il 1º maggio.[57]

### Sepolture
Del cadavere di Giulia Consolo si occupò don Venturelli. Voleva seppellirlo nel cimitero ebraico carpigiano, ma doveva avere l'autorizzazione della Comunità Ebraica di Modena, e nessun membro era reperibile. Fu sepolta nei pressi della camera per le autopsie del cimitero cattolico di Carpi.
Alla fine della guerra rientrò a Carpi Manlio Campagno, che era fuggito in Svizzera, di cui don Tirelli fa menzione nella Cronaca Carpigiana. Seppe delle sepolture dei nove ebrei (ne mancava uno alla sua lista) morti a Fossoli. Furono rintracciati parenti per i due terzi delle vittime. Quattro salme vennero portate in altre città. Arturo Morello e Giulio Ravenna furono esumati e messi in tombini del cimitero cattolico. Giulia Consolo, Carolina Iesi e Rosa Doczi sino al 1957 restarono nel luogo di originale sepoltura, ma il cimitero doveva essere ampliato e i corpi spostati, e Campagno li fece seppellire nel cimitero ebraico, in presenza di varie autorità e di un rabbino. Furono avvisate le comunità di provenienza e fu rintracciato Fernando Terracina, figlio della Consolo, che fece portare a Roma i resti di Giulia. I corpi di Carolina Iesi e di Rosa Doczi sono tuttora nel cimitero ebraico, dove erano stati sepolti i morti della comunità ebraica carpigiana, che esistette dal 1825 al 1922, con la morte di Augusto Rimini. È tuttora sconosciuta la sepoltura di Giovanni Schembri e i tombini di Morello e di Ravenna.

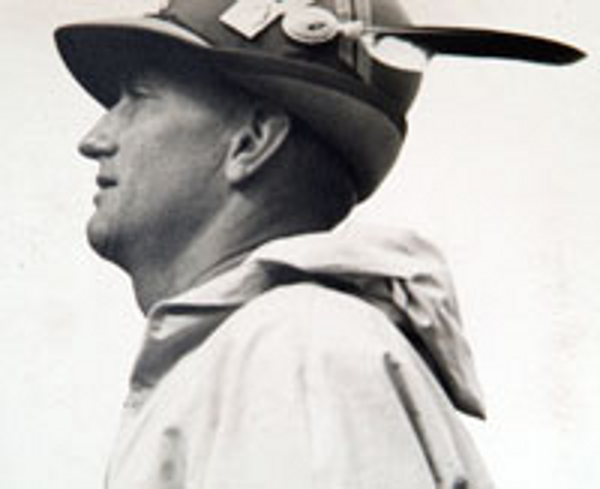
Leopoldo Gasparotto, capo partigiano, ucciso nelle campagne di Fossoli nel giugno 1944.

### Politici
- Leopoldo Gasparotto, comandante delle Brigate partigiane Giustizia e Libertà, venne arrestato a Milano e finì a Fossoli nei primi mesi del funzionamento del campo. Riuscì a contattare i partigiani, ai quali forniva documenti, e iniziò a predisporre un piano di fuga generale, dopo aver fatto fuggire diversi altri prigionieri. Le SS, notata la sua pericolosità, il 22 giugno 1944 lo portarono in un camion nei pressi di Carpi, e, quando la ruota del camion si bucò, gli ordinarono di scendere e lo uccisero sul posto. Tornarono al campo in bicicletta, e poco dopo vennero con un altro mezzo, che prelevò il cadavere di Gasparotto dal luogo dell'esecuzione. Il suo corpo venne sepolto in una tomba anonima; successivamente è stato recuperato.
- Il cinquantanovenne Arturo Morello, di Casale Monferrato, morì il 12 marzo di morte naturale.[58]
- Laura Guazzaloca, partigiana, morì il 23 novembre 1944.[59]

## Dopoguerra
Seppur nato dalle vicende belliche, nel dopoguerra solo il "Campo vecchio" venne demolito, mentre il "Campo nuovo" continuò ad essere utilizzato fu anche a scopi abitativi. Le trasformazioni adattarono le preesistenti strutture di prigionia alle nuove esigenze di vita quotidiana della comunità civile, nascondendo in parte i segni più evidenti del Dulag (Durchgangslager). Si ritiene che siano originali la muratura delle baracche e la posizione delle strutture superstiti.

### Campo per i prigionieri fascisti e centro di raccolta di profughi e "stranieri indesiderabili"
Dopo la fine della guerra il campo divenne campo di prigionia per militari che avevano combattuto al servizio dei nazifascisti e collaborazionisti civili. In questa fase, come nelle precedenti, il parroco di Fossoli Francesco Venturelli svolse opera di assistenza ai prigionieri. Nel clima di forte contrapposizione di quei mesi, fu ucciso il 15 gennaio 1946.
A partire dal marzo 1946 le autorità alleate iniziarono a inviare nel campo vari tipi di profughi, tra cui anche sopravvissuti ai Lager in attesa del rimpatrio. Successivamente la gestione passò al Ministero dell'Interno italiano, che lo rese uno dei "centri di raccolta" per "stranieri indesiderabili". La situazione dentro al campo divenne ingovernabile, e fu in questo periodo che attorno al campo venne costruito un muro. Il campo venne infine svuotato nei primi mesi del 1947.
Nel 1946 il "Campo vecchio" intanto venne definitivamente demolito e l'area tornò ad essere destinata ad uso agricolo.

### Nomadelfia

I Piccoli apostoli abbattono i reticolati dei campi

Il 19 maggio del 1947 il sito venne occupato da don Zeno Saltini che vi insediò l'Opera Piccoli Apostoli. Con un colpo di mano i ragazzi orfani abbatterono i reticolati e le torrette di guardia, restaurarono i capannoni, e si insediarono nel campo facendo nascere la comunità di Nomadelfia per bambini abbandonati e orfani di guerra, accuditi dalle "mamme per vocazione". Nel momento di massima espansione si raggiunse la cifra di oltre 800 giovani; con gli adulti si arrivò a 1 000 persone.

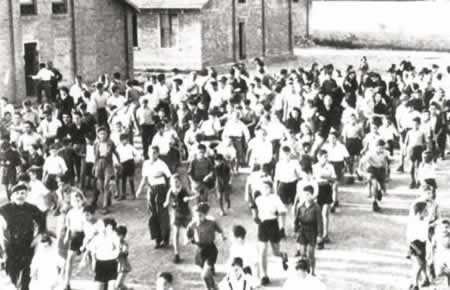
Comunità di Nomadelfia

Nel 1952 il governo (in particolare il ministro degli interni Mario Scelba) pose fine all'esperimento in cui il cristianesimo si univa ad un forte impegno sociale, detto comunismo evangelico, e don Zeno, anche per la pesante situazione debitoria, fu costretto a lasciare Fossoli. La comunità si trasferì a Grosseto in una tenuta donata dalla contessa Pirelli.

### Villaggio San Marco
Nel 1954 l'Opera assistenziale profughi giuliano-dalmati ottenne l'ex campo Fossoli per i propri assistiti. Tra 1955 e 1957 arrivarono a Fossoli più di 150 famiglie di profughi giuliani provenienti soprattutto dall'ex zona B del Territorio Libero di Trieste, passata alla Jugoslavia in seguito al Memorandum di Londra del 1954. I profughi istriani lasciarono un segno profondo all'interno del campo, ristrutturando le baracche e trasformandole in abitazioni, negozi, laboratori artigiani e piccole industrie, oltre a crearvi una scuola e una chiesa. Negli spazi comuni vennero ricavati giardini, aiuole e campetti da calcio. Con il trasferimento nel 1970 delle ultime famiglie a Carpi, terminò l'esperienza del Villaggio San Marco.

## L'abbandono e il recupero

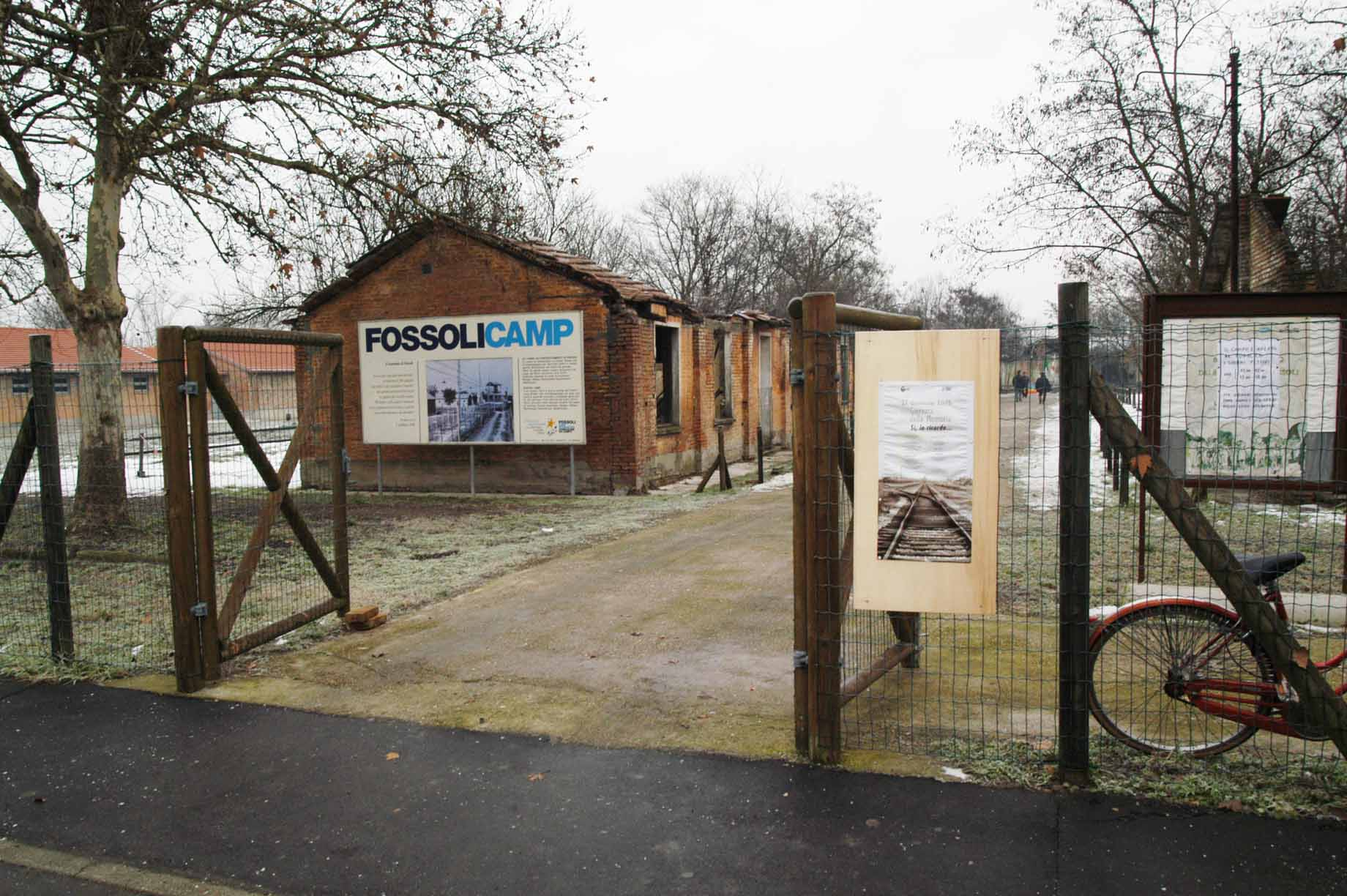
L'ingresso del campo nel 2008

Negli anni successivi alla fine del Villaggio San Marco, il campo di Fossoli cadde rapidamente in uno stato di abbandono. Nel 1984, grazie ad una legge speciale, l'area dell'ex campo di Fossoli venne concessa a titolo gratuito al Comune di Carpi che, dopo l'apertura nel 1973 del Museo - monumento al deportato nel capoluogo comunale, ne aveva fatto richiesta all'Intendenza di finanza. Nel 1996 è stata costituita la Fondazione Fossoli, cui il Comune di Carpi ha affidato la gestione dell'ex campo e, dal gennaio 2001, anche del museo. Nel 2004 venne ricostruita la baracca 14 del settore ebraico, ripristinandola al suo aspetto originario.
Nel 2012, le eccezionali precipitazioni nevose e il terremoto in Emilia del 20 e 29 maggio hanno arrecato danni rilevanti alle baracche causando l'inagibilità del campo e la chiusura ai visitatori. In seguito a ciò la Fondazione ha lanciato, in collaborazione col Ministero della Cultura, un progetto per la messa in sicurezza del campo. Il 25 aprile 2017, in occasione della festa della Liberazione, al campo fa visita il Presidente della Repubblica Sergio Mattarella che tiene un discorso davanti alla popolazione convenuta.
Le baracche ad oggi visitabili sono quattro. Del campo originale rimangono solo i muri delle baracche e la posizione delle strutture superstiti.

## Nella cultura di massa
- Bocche inutili, una storia sulla femminilità negata, di Claudio Uberti, Italia 2022, 1'44"